# Jacques Michou
Pour les articles homonymes, voir Michou.
Pas d'image ? Cliquez ici

a Compétitions nationales et continentales officielles uniquement.

b Matchs officiels uniquement.
Jacques Michou, né le 14 septembre 1941 à Bizanos (Basses-Pyrénées), est un joueur français de rugby à XV qui évolue principalement au poste de deuxième-ligne pendant les années 1960 et le début des années 1970.

## Biographie
Jacques Michou naît le 14 septembre 1941 à Bizanos, en Béarn. Surnommé Jacky, débute la pratique du rugby à XV à l'Avenir de Bizanos, comme Gérard Brusque, Jean Arruat, Christian Loustaudine ou Noël Guillemot. Michou se fait remarquer dans les sélections régionales. Il devint ensuite le premier joueur international sous les couleurs de l'Avenir, en étant sélectionné en équipe de France juniors en 1960.
L'année suivante, en 1961, il rejoint la Section paloise. Il s'impose comme un joueur cadre.[réf. nécessaire] En 1965, il est sélectionné en équipe de France A et dispute la finale du Challenge Antoine-Béguère, perdue face aux rivaux du Stadoceste tarbais.
Il devient capitaine de la Section paloise en 1968. Au cours de sa carrière à la Section, Michou partage notamment le terrain avec des icônes telles qu'Etcheverry, Paparemborde ou Ollé.
Sous son capitanant, la Section remporte le Challenge Antoine-Béguère en 1970.
Michou rejoint ensuite l'Avenir aturin et y termine sa carrière de joueur.